# Bloor Street

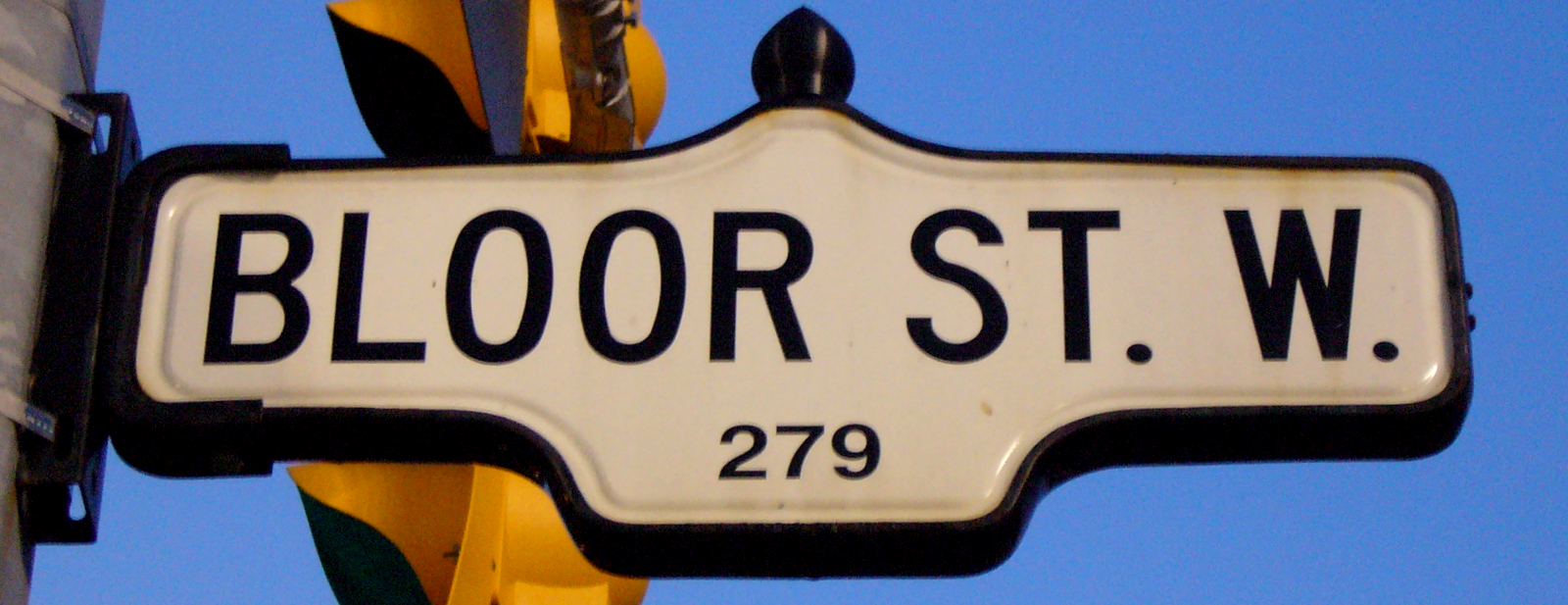
Straßenschild an der Bloor Street

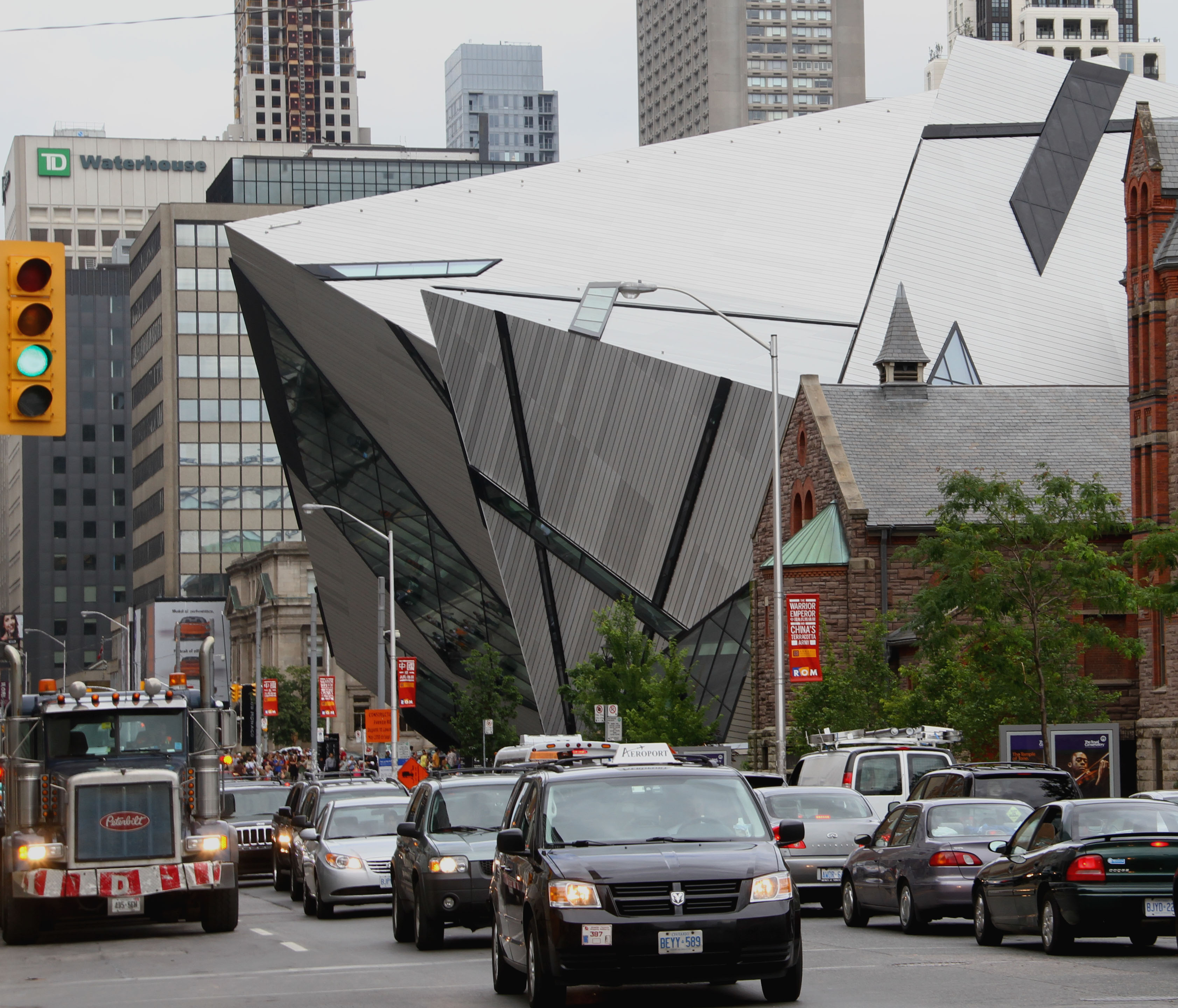
Bloor Street im Juli 2010

Die Bloor Street ist eine Straße in der kanadischen Stadt Toronto, die zu den bedeutendsten Verkehrsachsen in West-Ost-Richtung gehört. Sie beginnt im westlichen Vorort Mississauga und endet nach rund 25 Kilometern am Prince Edward Viaduct. Benannt ist die Straße nach dem Grundstücksspekulanten Joseph Bloor (1789–1862), der in den 1830er Jahren Yorkville gründete. Im Bereich dieses zentral gelegenen Stadtteils ist die Bloor Street eine exklusive Einkaufsstraße.

## Verlauf

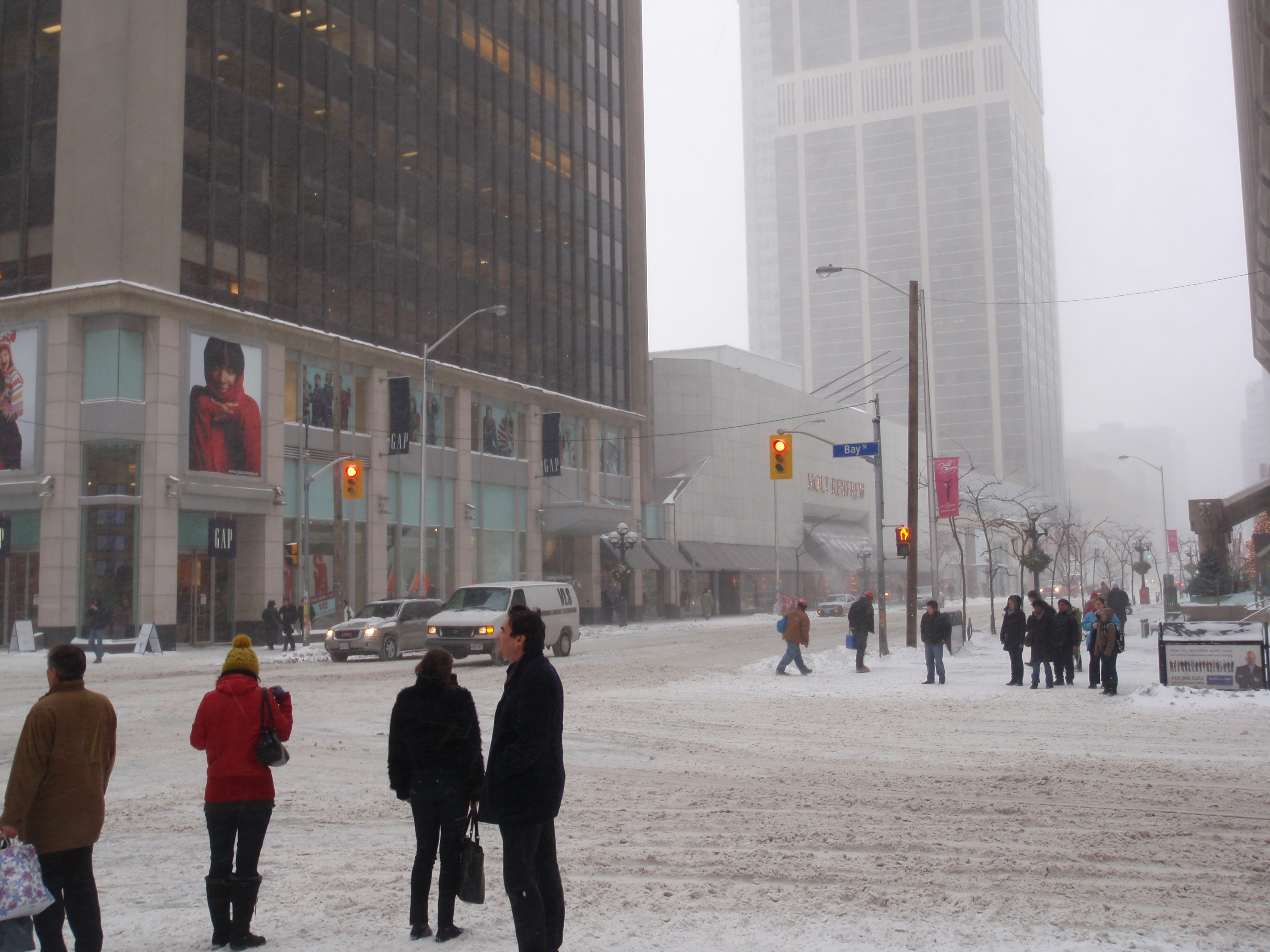
Kreuzung von Bloor Street und Bay Street

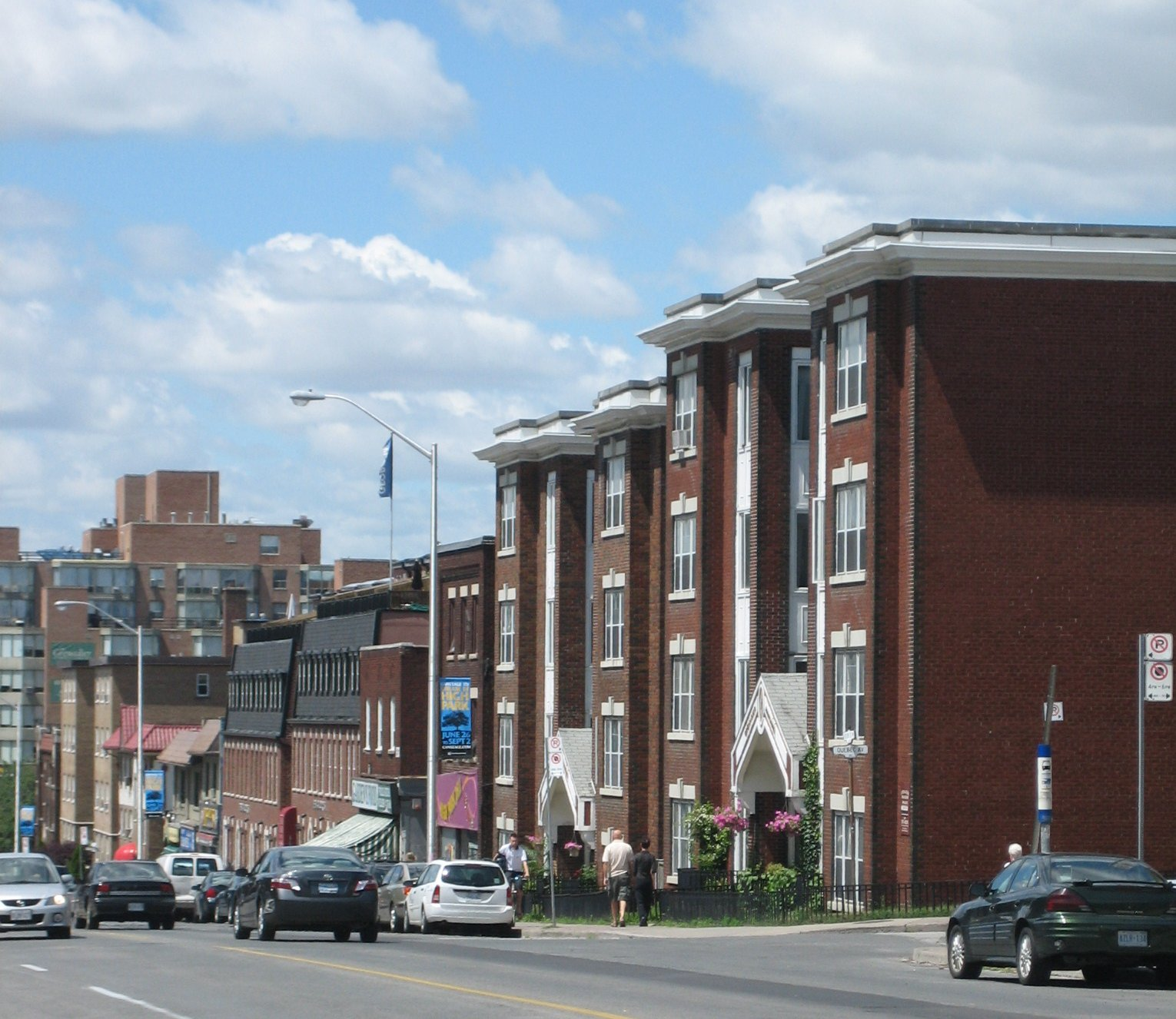
In der Nähe des High Park

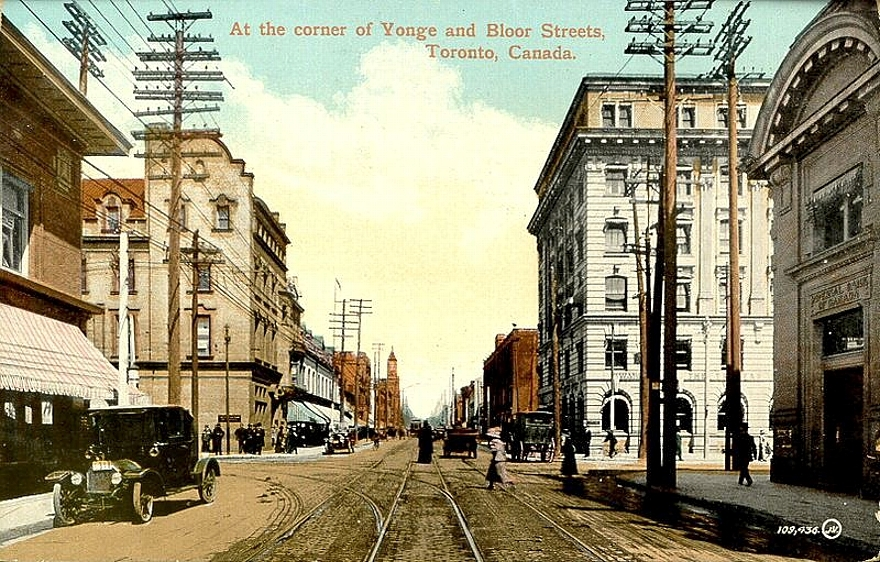
Kreuzung von Bloor Street und Yonge Street um 1910

Ihren Anfang nimmt die Bloor Street in Mississauga am Central Parkway und verläuft zunächst in nordnordöstlicher Richtung. Nach Überquerung der Schlucht des Etobicoke Creek erreicht sie das Stadtgebiet von Toronto und wendet sich daraufhin nach Ostnordosten. Anschließend überquert sie die Wasserläufe Mimico Creek und Humber River. Bis zur Spadina Avenue verbindet sie zahlreiche unterschiedlich geprägte Wohngebiete miteinander, ist aber auch Standort zahlreicher Geschäfte. Der darauf folgende Abschnitt bis zur Avenue Road bildet die nördliche Begrenzung des Campus der University of Toronto.
An der Kreuzung mit der Yonge Street wird die Straße in Bloor Street West und Bloor Street East unterschieden. Nach der Sherbourne Street schwenkt die Bloor Street etwas nach Ostsüdosten, um die Schlucht des Castle Frank Brook zu überqueren. Die Straße endet schließlich am Prince Edward Viaduct über den Don River; auf der anderen Seite des Flusses geht sie in die Danforth Avenue über.
Auf einer Länge von rund 14 Kilometern folgt die Bloor-Danforth-Linie, die West-Ost-Hauptlinie der Toronto Subway, der Bloor Street.

## Sehenswürdigkeiten
An der Bloor Street liegen zahlreiche Sehenswürdigkeiten, die das Stadtbild prägen. Im Westen des Stadtbezirks Old Toronto bildet die Straße die nördliche Begrenzung des High Park, einem gemischten Freizeit- und Naturpark. Am Rande des Universitätsviertels befinden sich das Varsity Stadium, das Bata Shoe Museum, das Royal Conservatory of Music und das Royal Ontario Museum.
Der Abschnitt zwischen Avenue Road und Yonge Street, insbesondere im Bereich der Kreuzung mit der Bay Street, wird von Mode- und Schmuckläden der obersten Preiskategorie gesäumt. Aus diesem Grund wird dieser Bereich häufig als Mink Mile („Nerzmeile“) bezeichnet. Im Jahr 2008 setzte das Wirtschaftsmagazin Fortune die Bloor Street in der Rangliste der teuersten Einkaufsstraßen der Welt auf den siebten Platz, mit Mietpreisen bis zu 300 $/m². Um die Kreuzung mit der Yonge Street stehen mehrere Wolkenkratzer, darunter das Manulife Centre (166 m) und das Hudson’s Bay Centre (135 m).